# Torben Joneleit
Torben Joneleit (ur. 17 maja 1987 w Monako) – niemiecki piłkarz występujący na pozycji obrońcy.

## Kariera
Joneleit zawodową karierę rozpoczynał w 2006 roku w klubie AS Monaco. Latem 2007 roku wypożyczono go stamtąd do szkockiego Hibernianu. W Scottish Premier League zadebiutował 11 sierpnia 2007 w wygranym 4:2 meczu z Gretną. W barwach Hibernianu rozegrał dwa ligowe spotkania. W styczniu 2008 powrócił do Monaco.
W styczniu 2009 Joneleit został wypożyczony do końca sezonu 2008/2009 do belgijskiego Royalu Charleroi. W Eerste klasse zadebiutował 8 lutego 2009 w zremisowanym 2:2 pojedynku z Cercle Brugge, a 11 kwietnia 2009 w wygranym 1:0 spotkaniu z Excelsiorem Mouscron strzelił swojego pierwszego gola w Eerste klasse.
Latem 2009 podpisał kontrakt z zespołem KRC Genk (Eerste klasse). Pierwszy ligowy mecz rozegrał tam 23 sierpnia 2009 przeciwko KVC Westerlo (1:0). W sezonie 2010/2011 zdobył z zespołem mistrzostwo Belgii. W czerwcu 2012 doznał kontuzji kolana, w wyniku której nie wrócił już do gry i w marcu 2014 zakończył karierę.
W Eerste klasse rozegrał 75 spotkań i zdobył 8 bramek.